# اکبر رادی
اکبر رادی (۱۰ مهر ۱۳۱۸ – ۵ دی ۱۳۸۶) نمایشنامه‌نویس و داستان‌نویس معاصر ایرانی بود. از وی که یکی از مهم‌ترین نمایشنامه‌نویسان تاریخ زبان فارسی به‌شمار می‌رود، با عنوان «پدر نمایشنامه‌نویسی نوین ایران» یاد می‌کنند.

## زندگی
اکبر رادی در ۱۰ مهر ۱۳۱۸ در شهر رشت زاده شد. فرزند سوم بین شش برادر و خواهر بود. پدرش حسن و مادرش ام‌ّالبنین نام داشت. چهار سالِ اول ابتدایی را در دبستان عنصری رشت گذراند. در سال ۱۳۲۹، به‌علت ورشکستگی پدر، که یک کارخانهٔ کوچک قندریزی داشت، به‌همراه خانواده به تهران مهاجرت کرد. دو کلاس آخر ابتدایی را در دبستان صائب تهران گذراند و دورهٔ متوسطه را در دبیرستان فرانسوی رازی به سال ۱۳۳۸ به پایان رساند. وی در همین سال وارد دانشگاه تهران شد و به تحصیل در رشتهٔ علوم اجتماعی پرداخت. بعد از اخذ مدرک کارشناسی، تحصیل در مقطع کارشناسی ارشد را در همان دانشگاه آغاز کرد، اما پس از مدتی آن را نیمه‌کاره گذاشت و بعد از طی دورهٔ تربیت معلم در سال ۱۳۴۱، به کارِ معلمی روی آورد.
رادی شغل معلمی را از کلاس سوم دبستان مدرسهٔ بامشاد و سپس ششم دبستان مدرسهٔ شهرام در جنوب شهر تهران آغاز کرد و طی ۳۲ سال، به تدریس ادبیات در دبیرستان، ادبیات نمایشی انستیتو مربیان امور هنری، نمایشنامه‌نویسی مقطع کارشناسی دانشگاه تهران و نمایشنامه‌نویسی پیشرفتهٔ کارشناسی ارشد دانشگاه هنر تهران پرداخت. وی در سال ۱۳۷۳ بازنشسته شد. او در سال ۱۳۴۴ با یکی از هم‌درسانش به نام حمیده عنقا ازدواج کرد که حاصل این ازدواج دو پسر به نام‌های آریا و آرش است.

## درگذشت
رادی در چهارشنبه پنجم دی‌ماهِ ۱۳۸۶ بر اثر سرطان مغز استخوان درگذشت. او پیش از مرگ یادداشتی به بهرام بیضایی نوشت با نام «تو آن درخت روشنی». روز مرگ رادی که مصادف با تولّد بیضایی بود، بیضایی یادداشتی در سوگ وی نوشت و مرگ او را به بستگان و همسر او تسلیت گفت. در این یادداشت رادی را به «سرچشمه‌ای» مانند می‌کند و شکوهِ نوشته‌هایش را به «غرّش رودی . . . که از زیر سرانگشتان وی جاری بود». بیضایی همچنین نمایش افرا (۱۳۸۶) را به رادی تقدیم کرده است.

## کار هنری
اکبر رادی به گفتهٔ خودش با تماشای تئاتر خانه عروسکِ هنریک ایبسن در دههٔ ۱۳۳۰ به عرصهٔ تئاتر و نمایشنامه‌نویسی علاقه‌مند شد. در سال ۱۳۳۸ نخستین نمایشنامهٔ خود را باعنوان «روزنه آبی» نگاشت، اما دو سال طول کشید تا توانست آن را منتشر کند. این نمایشنامه موردِ توجه احمد شاملو قرار گرفت. پیشتر قرار بود جلال آل احمد چاپ این نمایشنامه را به عهده بگیرد، اما چون قائل به تغییراتی در متن اثر بود، رادی با آن موافقت نکرد. یکی از نمایشنامه‌های آسیب شناسانه و تأثیرگذار در شاکلهٔ بعضی از آثار رادی نمایشنامهٔ «سفر روز طولانی به شب» اثر یوجین اونیل بود. رادی در سال ۱۳۴۳ نمایشنامهٔ افول را با سرمایهٔ گروه ادبی طرفه منتشر کرد که رویداد مهمی در عرصه تئاتر ایران محسوب شد. خسرو هریتاش (از کارگردانان موج نوی سینمای ایران) به ساخت فیلمی براساس نمایشنامه‌های رادی علاقه‌مند شد و حتی فیلمنامه‌ای هم برمبنای نمایشنامهٔ افول نوشت، ولی ازسوی وزارت فرهنگ و هنر پروانهٔ ساخت نگرفت. رادی در سال ۴۷ یکی از مهم‌ترین نمایشنامه‌های دهه چهل ایران یعنی «ارثیهٔ ایرانی» را نوشت. اهمیت این اثر تا جایی بود که پانزده سال بعد در دهه شصت نسخهٔ دیگری از همین اثر را با عنوان «تانگوی تخم مرغ داغ» به رشتهٔ تحریر درآورد. گفته می‌شود محمود کیانوش در سال ۱۳۵۶ کتابی در نقد و تحلیل نمایشنامه‌های رادی نوشت ولی این کتاب هرگز چاپ نشده است. فرامرز طالبی در سال ۱۳۸۲ کتاب مفصلی با عنوان «شناختنامه اکبر رادی» جمع‌آوری کرد و در سال ۱۳۹۰ مجموعه مقالات همایش رادی‌شناسی که توسط بنیاد اکبر رادی برگزار شده بود به کوشش همسرش در کتابی با عنوان رادی‌شناسی منتشر شد.

اکبر رادی در جوانی داستان کوتاه هم می‌نوشت و اولین اثری که از او چاپ شد داستان «موش مرده» بود که در هفده سالگی در روزنامه کیهان به چاپ رساند (۱۳۳۵). مهم‌ترین داستان او «باران» نام داشت که در اطلاعات جوانان انتشار یافت و توانست مقام نخست مسابقهٔ داستان نویسیِ همان نشریه را از بین بیش از ۱۰۰۰ شرکت‌کننده به خود اختصاص دهد (۱۳۳۸). در سال ۱۳۴۹ مجموعه داستان‌های کوتاه وی با عنوان «جاده» منتشر شد. او در زمینهٔ یادداشت‌های ادبی و مقاله‌نویسی نیز چیره‌دست بود و نقدها و تحلیل‌های بسیاری بر نویسندگان ایرانی و خارجی (از صادق هدایت و آخوندزاده تا چخوف و آرتور میلر) نوشت. نامه نگاری، قالب ادبی دیگری به‌شمار می‌رفت که دلمشغولی رادی محسوب می‌شد. اهمیت نامه‌های رادی به حدی بود که گاه همچون تکانه‌ای فضای فرهنگی و گفتمانیِ تئاتر ایران را متأثر می‌ساخت. در این خصوص می‌توان به «نامهٔ سرگشاده به آدینه» اشاره کرد که در کتاب «انسان ریخته» انتشار یافته است. محمد رضایی راد دربارهٔ او می‌نویسد: 
«درام نویسی که در هیچ ادباری قلم خود را بر زمین ننهاد. نه نان به مظلمه فروخت و نه به دام سخافت مضحکه نویسی برای جعبه جادوی سیما افتاد. بدین رو او تنها کسی است که به تمامی شایسته عنوان نمایشنامه نویس است. ما می‌توانیم آثار او را دوست داشته باشیم یا نداشته باشیم، برخی را بپسندیم و برخی را نپسندیم - به هر حال این حق ماست - اما نمی‌توانیم او را به عنوان تنها کسی که پاس حرمت نمایش را داشته است بزرگ و عزیز نداریم.»
افراد سرشناسی مثل بهرام بیضایی، خسرو گلسرخی، احمد شاملو، خسرو هریتاش، جلال ستاری، محمد علی جمالزاده، به آذین، جواد مجابی، محمود دولت‌آبادی، مسعود کیمیایی، محمود طیاری، غلامحسین ساعدی، محمد علی سپانلو، جلال آل احمد، جعفر والی، محمد رضایی راد، نغمه ثمینی، چیستا یثربی، محمد رضا اصلانی، بهزاد قادری، رضا براهنی، محمود استاد محمد، جمشید ملک پور، منصور کوشان، عطا الله کوپال، علیرضا نادری، محمد یعقوبی، محمد چرمشیر، محمود کیانوش، بهزاد عشقی، محمد رحمانیان، حمید امجد، حسن میرعابدینی، هوشنگ حسامی، مجید دانش آراسته، قطب الدین صادقی، نادر ابراهیمی و شهرام خرازی‌ها در یادداشت‌ها، نامه‌ها، مقالات یا گفتگوهایی به تحلیل آثار و تمجید از سبک نوشتاری و منش و نگرش اکبر رادی پرداخته‌اند. از کارگردانان آثار رادی می‌توان از شاهین سرکیسیان، علی نصیریان، عباس جوانمرد، رکن الدین خسروی، هادی مرزبان، آربی آوانسیان، سعید ابراهیمی فر، بهزاد فراهانی، میکائیل شهرستانی، مسعود دلخواه و صدرالدین شجره (نمایش رادیویی) نام برد. در این بین هادی مرزبان ده نمایشنامه از بیست و سه نمایشنامه اکبر رادی را کارگردانی کرده که این تعداد و تداوم همکاری در طی چهار دهه در تاریخ تئاتر ایران منحصر به فرد است.
رادی را اغلب به رئالیسم انتقادی منتسب می‌کنند، اما برخی از آثار او در قالب‌های دیگری می‌گنجند؛ ازجمله «از پشت شیشه‌ها»، «هاملت با سالاد فصل»، «خانمچه و مهتابی» و «شب به خیر جناب کنت». چند نمایشنامه او تا به حال به زبان انگلیسی ترجمه شده است. او نمایشنامه را یک واحد کامل ادبی (در کنار شعر و داستان) می‌دانست و از این رو به خودبسندگی متن باور داشت و این نظریه را که «متنْ خرج اجراست» نادرست می‌انگاشت. زبان در نوشته‌های رادی اصالت ویژه‌ای دارد و گاهی بی‌رحمانه و خودآگاه، جنبه‌های دیگر اثر را زیر سیطره می‌گیرد. کاربرد زبان در نمایشنامه‌های وی بسیار گوناگون است و به زمان و اقلیم و ردهٔ اجتماعی خاصی محدود نمی‌شود؛ از معلم تا بازاری، از جرّاح تا مقنّی، از لمپن تا روان‌شناس، از روشنفکر تا کشاورز، از زبان متکلّف دربار ناصری تا زبان کف خیابان؛ سرشار از کنایه و استعاره و تمثیل و متل. رادی از برجسته‌ترین و تأثیرگذارترین نمایشنامه نویسان ایران است. او در شکل‌گیری تئاتر متفکرانه و هویت مند پیشگام بود و همچنان مصداق یک درام‌نویس سترگ معاصر قلمداد می‌شود.

## کارنامه

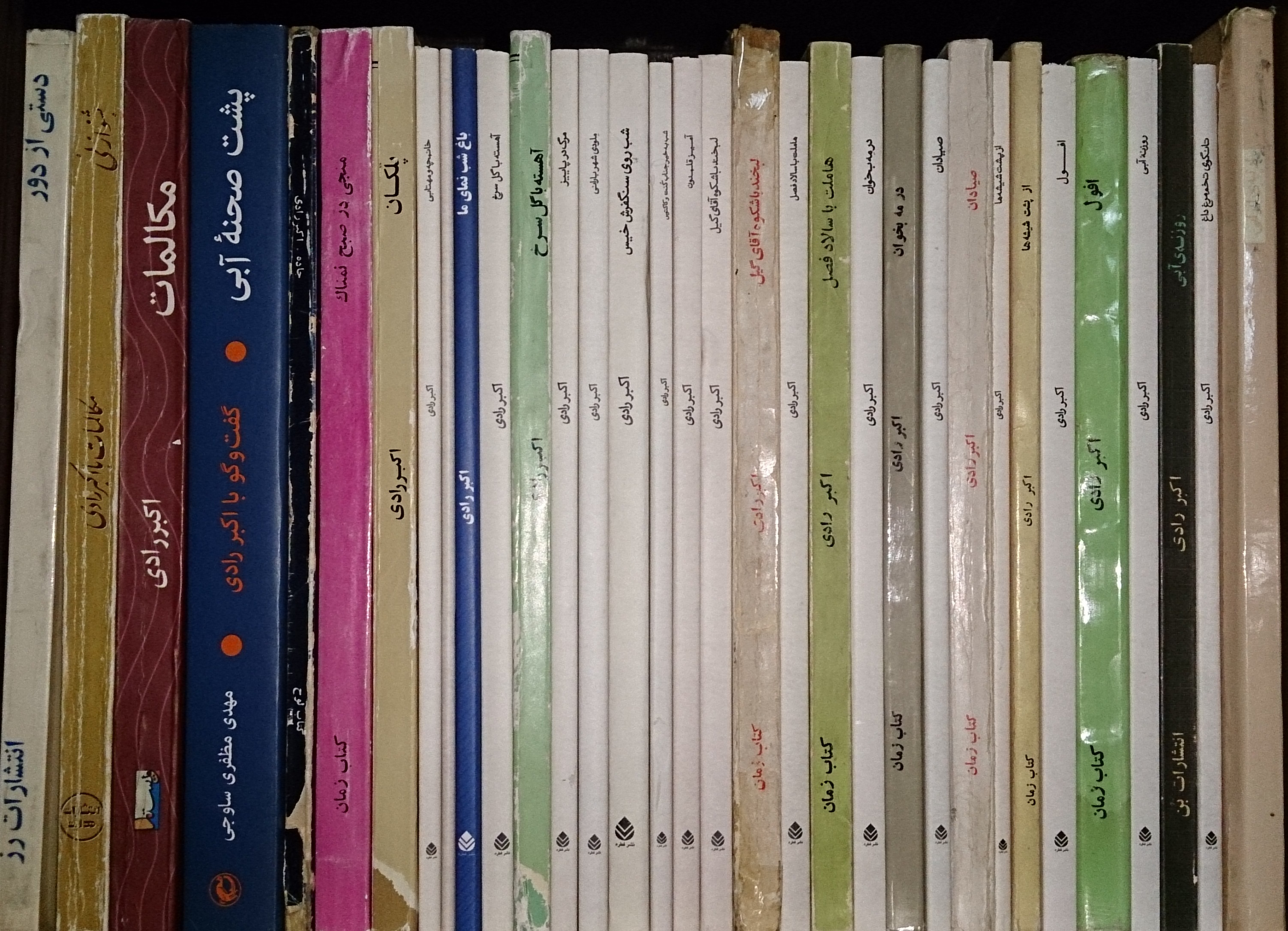
کتاب‌های اکبر رادی - رادی بیشترِ نمایشنامه‌هایش را بازنویسی کرده و از این‌ها بیش از یک نسخهٔ منتشرشده هست.

از جمله آثار اکبر رادی می‌توان به موارد زیر اشاره کرد:
نمایشنامه‌ها
- از دست رفته (۱۳۳۷)
- روزنه آبی (نمایشنامه) (۱۳۳۸)
- افول (۱۳۴۳)
- مرگ در پاییز (شامل سه تک‌پرده: محاق، مسافران، مرگ در پاییز)(۱۳۴۵)
- از پشت شیشه‌ها (۱۳۴۵) - ترجمه گرجی گیورگی لوبژانیدزه در تفلیس چاپ شده.[۱۰]
- ارثیهٔ ایرانی (۱۳۴۷)
- صیادان (۱۳۴۸)
- لبخند باشکوه آقای گیل (۱۳۵۲)
- در مه بخوان (۱۳۵۴)
- هاملت با سالاد فصل (۱۳۵۶)
- منجی در صبح نمناک (۱۳۵۸)
- پلکان (۱۳۶۱)
- تانگوی تخم‌مرغ داغ (ورسیون دیگر ارثیه ایرانی)(۱۳۶۲)
- آهسته با گل سرخ (۱۳۶۵)
- شب روی سنگفرش خیس (۱۳۷۰)
- آمیز قلمدون (۱۳۷۱)
- باغ شب‌نمای ما (۱۳۷۵)
- ملودی شهر بارانی (۱۳۷۹)
- خانمچه و مهتابی (۱۳۸۲)
- دو تک‌پرده‌ایِ شب به خیر جناب کنت و کاکتوس (۱۳۸۳)
- روی صحنهٔ آبی: دورهٔ آثار رادی در چهار جلد (۱۳۸۳)
- پایین گذر سقاخانه (۱۳۸۴)
- آهنگ‌های شکلاتی (۱۳۸۶)

دیگر
- پشت صحنه آبی (گفتگوی تفصیلی مهدی مظفری ساوجی با اکبر رادی) (۱۳۸۸)
- جاده (مجموعه داستان کوتاه)(۱۳۴۹)
- دستی از دور (تحلیل تئاتر دههٔ چهل ایران)(۱۳۵۲)
- نامه‌های همشهری (مجموعه یادداشت‌ها و تحلیل‌ها)(۱۳۵۶)
- مکالمات (گفتگوی تفصیلی با اکبر رادی)(۱۳۷۰)
- انسان ریخته یا نیمرخ شبرنگ در سپیده سوم (مجموعه مقالات)(۱۳۸۳)

## بنیاد و جشنواره تئاتر اکبر رادی
جشنواره تئاتر اکبر رادی توسط توسط «بنیاد اکبر رادی» برگزار می‌شود.
نخستین جشنواره تئاتر اکبر رادی در دی ماه ۱۳۹۷ برگزار شد و اختتامیه آن روز شنبه ۲۲ دی بود.
دومین جشنواره تئاتر اکبر رادی از ۳۰ بهمن تا ۳ اسفند ۱۳۹۸ با دبیری بهزاد صدیقی در تهران برگزار شد و اختتامیه آن روز ۳ اسفند بوده است.
لازم است ذکر شود که جشنواره بین‌المللی تئاتر دانشگاهی ایران نیز جایزه‌ای به نام «جایزهٔ استاد اکبر رادی» دارد که ویژه بخش مسابقه نمایشنامه نویسی است.

## پشت صحنهٔ آبی (گفت‌وگو با اکبر رادی)
مهدی مظفری ساوجی در گفت‌وگویی مفصل با اکبر رادی که در سال ۱۳۸۶ صورت گرفته، با او دربارهٔ موضوعاتی چون «تعریف و هدف نمایش»، «تئاتر و زندگی»، «تکنیک»، «رابطهٔ زیبایی و هنر»، «تئاتر بِرادوی»، «جریان تئاتر تلویزیون»، «مسئلهٔ سانسور»، «روشنفکر و مسائل پیرامونی»، «لبخند باشکوه آقای گیل»، «بیضایی و مسئلهٔ بازگشت به گذشته»، «تئاتر و سینما»، «ادبیات و سینما»، «جهان‌وطنی»، «حاشیه‌ای بر هدایت و چوبک»، «دن‌کیشوت»، «چخوف»، «بوف کور»، «کلیدر» و… صحبت کرده و به ثبت و ضبط دیدگاه‌های وی پرداخته است. این کتاب، در سال ۱۳۸۷، در ۴۳۵ صفحه از سوی انتشارات مروارید به چاپ رسیده است.